# I. Ilim-ilimma
Ilim-ilimma az észak-szíriai, ekkor még Halap város irányítása alatt álló Mukis királya volt az i. e. 16-15. század fordulóján. Fia Níkmepának, unokaöccse elődjének, Ammitakumnak és apja Idriminek. Királyságának kezdete I. Murszilisz halála utánra tehető (i. e. 1526), mivel a Hettita Birodalom ekkor vesztette el az I. Hattuszilisz által megszerzett szíriai területeit.
Ilim-ilimma uralkodásának idején kezdett a volt hettita területeken nagy arányú hódításokba Mitanni, és annak első bizonyosan történeti királya, Parattarna. Ilim-ilimma idején a szíriai királyságok (Mukis, Nuhassze, Nija) szoros konföderációt alkottak az északi fenyegetések ellen. Ez a terület a korábbi Jamhad territóriumait fedi le, sokszor ezen a néven is említi az irodalom. E terminus abból is következik, hogy a halapi központú Jamhad ugyan megszűnt, de a terület továbbra is Halap fennhatósága alatt maradt. A főváros csak Ilim-ilimma fia, Idrimi alatt került át Alalahba, akkor is nagyrészt kényszerből.
Ilim-ilimma a hurri terjeszkedés elleni harcában elbukott, fia, Idrimi is csak nehezen menekülhetett.